# Gangtoucunia
Genre
Espèce
Gangtoucunia est un genre fossile de Cnidaires.

## Présentation
Le fossile datant de 514 millions d’années est remarquable par la conservation des tissus mous, ce qui permet d’attribuer le fossile à l’embranchement des Cnidaires.
Les premiers animaux à construire des exosquelettes durs apparaissent lors de l'explosion cambrienne. La plupart de ces fossiles se présentent comme de simples tubes d’une longueur de l’ordre du centimètre. Faute de conservation du corps de l’animal, on ne peut rien en déduire quant à l’espèce tubicole qu’ils abritaient (ver, polype…).
Les paléontologues de l'université d'Oxford ont identifié dans le site de Gaoloufang, à Kunming dans le Yunnan, quatre fossiles de Gangtoucunia aspera, avec des tissus mous préservés. Ils appartiennent à la formation de Wulongqing (étage 4 du Cambrien). Ils révèlent une bouche bordée d'un anneau de tentacules lisses et non ramifiés. D'environ 5 mm de long, ils permettaient la capture de proies. Leur intestin, divisé en cavités, couvre la longueur du tube. Il présente un orifice unique. Ces caractéristiques le rapprochent des polypes de méduse modernes.
Le tube est constitué de phosphate de calcium. Ce minéral dur — que l’on retrouve dans les dents ou les os — a été depuis délaissé par les organismes tubicoles. D'autres lignées d’animaux, comme des vers marins ou des « vers à pattes » apparentés aux arthropodes, pourraient avoir partagé ce mode de vie tubicole pour se protéger de prédateurs marins.

### Publication originale
- [2010] (en) Shi-xue Hu, Mao-yan Zhu, Michael Steiner, Hui-lin Luo, Fang-chen Zhao et Qi Liu, « Biodiversity and taphonomy of the Early Cambrian Guanshan biota, eastern Yunnan », Science China Earth Sciences, vol. 53, no 12,‎ 2010, p. 1765-1773.